# Ukyo Katayama
Ukyo Katayama (japoneză 片山 右京; d. 29 mai 1963) este un pilot japonez de Formula 1 care a evoluat în Campionatul Mondial între anii 1992 și 1997.

## Cariera în Formula 1
| Sezon | Echipă                         | Puncte | Loc clasament general |
| ----- | ------------------------------ | ------ | --------------------- |
| 1992  | Central Park Venturi Larrousse | 0      | -                     |
| 1993  | Tyrrell Racing Organisation    | 0      | -                     |
| 1994  | Tyrrell Racing Organisation    | 5      | 17                    |
| 1995  | Nokia Tyrrell Yamaha           | 0      | -                     |
| 1996  | Tyrrell Yamaha                 | 0      | -                     |
| 1997  | Minardi Team                   | 0      | -                     |